# Берти Фогтс
Ханс-Хуберт Фогтс (на немски: Hans-Hubert Vogts), по-известен като Бе́рти Фогтс (на немски: Berti Vogts), е бивш германски футболист и настоящ треньор по футбол. Като състезател на Германския национален отбор е световен шампион от Мондиал 74 и европейски шампион от Евро 72. Като треньор извежда Бундестима до европейската титла на Евро 96. Водил е още националните отбори на Кувейт, Шотландия, Нигерия и Азербайджан. От 2014 г. е консултант на Юрген Клинсман в националния отбор на САЩ.

## Състезателна кариера
Започва да играе футбол през 1959 г. в родния си град Бютген. През 1965 г. преминава в отбора на Борусия Мьонхенгладбах, където протича цялата му клубна кариера. През 70-те години е ключов състезател на отбора и част от легендарното „трио“ на Борусия, в което влизат още Херберт Вимер и Гюнтер Нецер, донесло на клуба цели пет шампионски титли на Германия, една национална купа и две купи на УЕФА. По това време екипа на отбора носят още футболисти като Алан Симонсен, Ули Щилике, Юп Хайнкес и Райнер Бонхоф. Заради силните си изяви като десен краен бранител получава прякора „Териерът“.
През сезон 1974 – 75 играе в двата финала при разменено домакинство за Купата на УЕФА за крайната победа с 5 – 1 над Твенте., както и в двата през сезон 1978 – 79 срещу Цървена звезда.
За 14 г. изиграва 419 шампионатни мача, в които отбелязва 32 гола, както и още 64 мача и 9 гола в евротурнирите. Завършва кариерата си през 1979 г.

## Национален отбор
С Германския национален отбор участва на три световни първенства. На Мондиал 70 печели бронзов медал.
Световен шампион от Мондиал 74. Във финалната среща обезличава напълно звездата на Холандия Йохан Кройф.
На Мондиал 78 е капитан на отбора. Във втората групова фаза си отбелязва автогол при загубата с 3 – 2 от Австрия и отборът отпада от турнира.
Участва и на две европейски първенства. Европейски шампион от Евро 72 и сребърен медалист от Евро 76, на което губи финала след изпълнение на дузпи от Чехословакия.

## Треньорска кариера
След края на активната си състезателна кариера през 1979 г. Берти Фогтс става треньор на младежкия национален отбор на Западна Германия до 21 г. и заема тази длъжност до 1990 г. Паралелно с нея от 1986 г. е асистент на Франц Бекенбауер в мъжкия национален отбор. След края на Мондиал 90, на който бундестимът триумфира със световната титла, Бекенбауер се оттегля и Фогтс го наследява на поста. Води отбора на четири големи първенства. На Евро 92 губи финала с резултат 0 – 2 от отбора на Дания. Печели титлата на Евро 96 след златен гол на Оливер Бирхоф срещу отбора на Чехия. На Мондиал 94 Германия завършва първа в групата си, но губи четвъртфинала срещу отбора на България след голове на Христо Стоичков и Йордан Лечков. На Мондиал 98 Германия отново е отстранена на четвъртфинала, този път от отбора на Хърватия. След края на първенството се оттегля от поста си и е заменен от Ерих Рибек.
През ноември 2000 г. е назначен за треньор на Байер Леверкузен. Печели квалификациите и класира отбора за Шампионската лига, но поради слаби резултати е уволнен на следващата година. През 2001 г. поема националния отбор на Кувейт и го води в продължение на шест месеца преди да приеме поканата на Шотландската футболна федерация. През януари 2002 г. е назначен за селекционер на Шотландия. В квалификациите за Евро 2004 отборът завършва в групата си на второ място след отбора на Германия и на баражите среща отбора на Холандия. След домакинска победа с 1 – 0, Шотландия е разгромена на реванша с 6 – 0. Шотландската преса обсипва с критики играта на отбора и Фогтс е принуден да подаде оставка.
През януари 2007 г. е назначен за треньор на Нигерия, като подписва договор за четири години. На шампионата за Купата на африканските нации през 2008 г. отборът е отстранен на четвъртфиналите от Гана, което е най-лошото представяне на „орлите“ от 1982 г. Фогтс подава оставка от поста си на 20 февруари 2008 г.
През април 2008 г. е назначен за треньор на Азербайджан. Шест години по-късно подава оставка след поражението с 6 – 0 от отбора на Хърватия.
От 2014 г. е консултант на Юрген Клинсман в националния отбор на САЩ.

## Успехи

### Като футболист
Борусия Мьонхенгладбах
- Шампион на Германия (5): 1969 – 70, 1970 – 71, 1974 – 75, 1975 – 76, 1976 – 77
- Купа на Германия (2): 1972 – 73
- Купа на УЕФА (2): 1974 – 75, 1978 – 79

 Германия
- Световно първенство (1): Мондиал 74
  - 3-то място – Мондиал 70
- Европейско първенство (1): Евро 72
  - Вицешампион (1): Евро 76

Индивидуални
- Идеален отбор (2): Мондиал 74, Мондиал 78
- Футболист № 1 на Германия (2): 1971, 1979

### Като треньор
Германия
- Европейско първенство (1): Евро 96
  - Вицешампион (1): Евро 92